# تأشير سطح الطريق

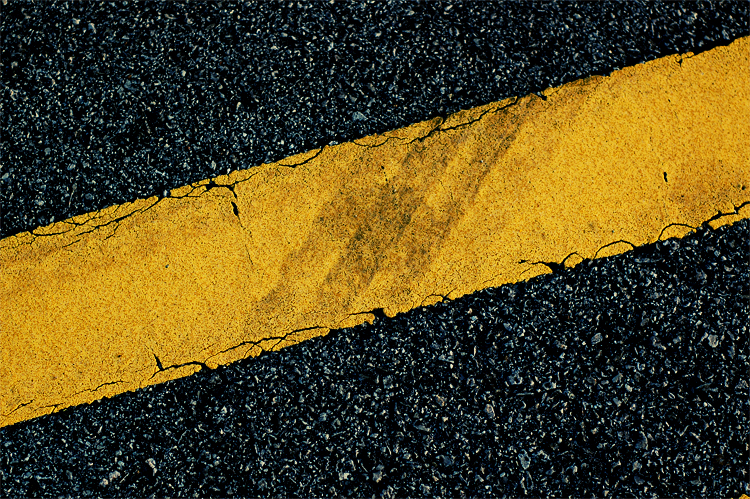
الخط الأصفر، تأشير الطريق

آلة تأشيرالطريق تعمل في كينيا، مارس 2012

آلة تأشيرالطريق تعمل في البحرين، ديسمبر 2012

تأشير سطح الطريق أو وضع العلامات على سطح الطريق يشمل جميع الأجهزة أو المواد المستخدمة على سطح الطريق من أجل نقل المعلومات الرسمية؛ تضعها آلات تأشير الطرق (أو معدات تأشير الطرق، معدات تأشير أرصفة الطرق). يمكن أيضًا تطبيقها في منشآت أخرى تستخدمها المركبات لتحديد أماكن وقوف السيارات أو تعيين مناطق لاستخدامات أخرى.
تُستخدم علامات سطح الطريق على الطرق المعبدة لتوفير التوجيه والمعلومات للسائقين والمشاة. يعتبر توحيد العلامات عاملاً مهمًا في تقليل الالتباس والارتياب بشأن معناها، وتوجد جهود لتوحيد هذه العلامات عبر الحدود. ومع ذلك، تقوم البلدان والمناطق بتصنيف علامات سطح الطريق وتحديدها بطرق مختلفة - تسمى الخطوط البيضاء بالخطوط البيضاء الميكانيكية أو الغير ميكانيكية أو المؤقتة. يمكن استخدامها لتحديد مسارات المرور، وإبلاغ سائقي المركبات والمشاة أو تعمل كمولدات للضوضاء عند الركض عبر الطريق، أو محاولة تنبيه السائق النائم عند مكوثه على أكتاف الطريق. يمكن أن تشير أيضًا إلى تنظيم رأب المركبات وتوقفها.
لتحسين نظام تأشير الطرق جهود متواصلة، وتشمل الطفرة التقنية إضافة إمكانية الانعكاس الضوئي، وزيادة الديمومة، وخفض تكلفة التركيب.
حاليا، تُستخدم علامات الطريق لنقل مجموعة من المعلومات إلى السائق الذي تشمل الملاحة والسلامة والإنفاذ التي يؤدي استخدامها إلى فهم بيئة الطريق ضمن أنظمة مساعدة السائق المتقدمة والنظر في استخدامها في المستقبل في المركبات ذاتية القيادة.

## علامات ميكانيكية

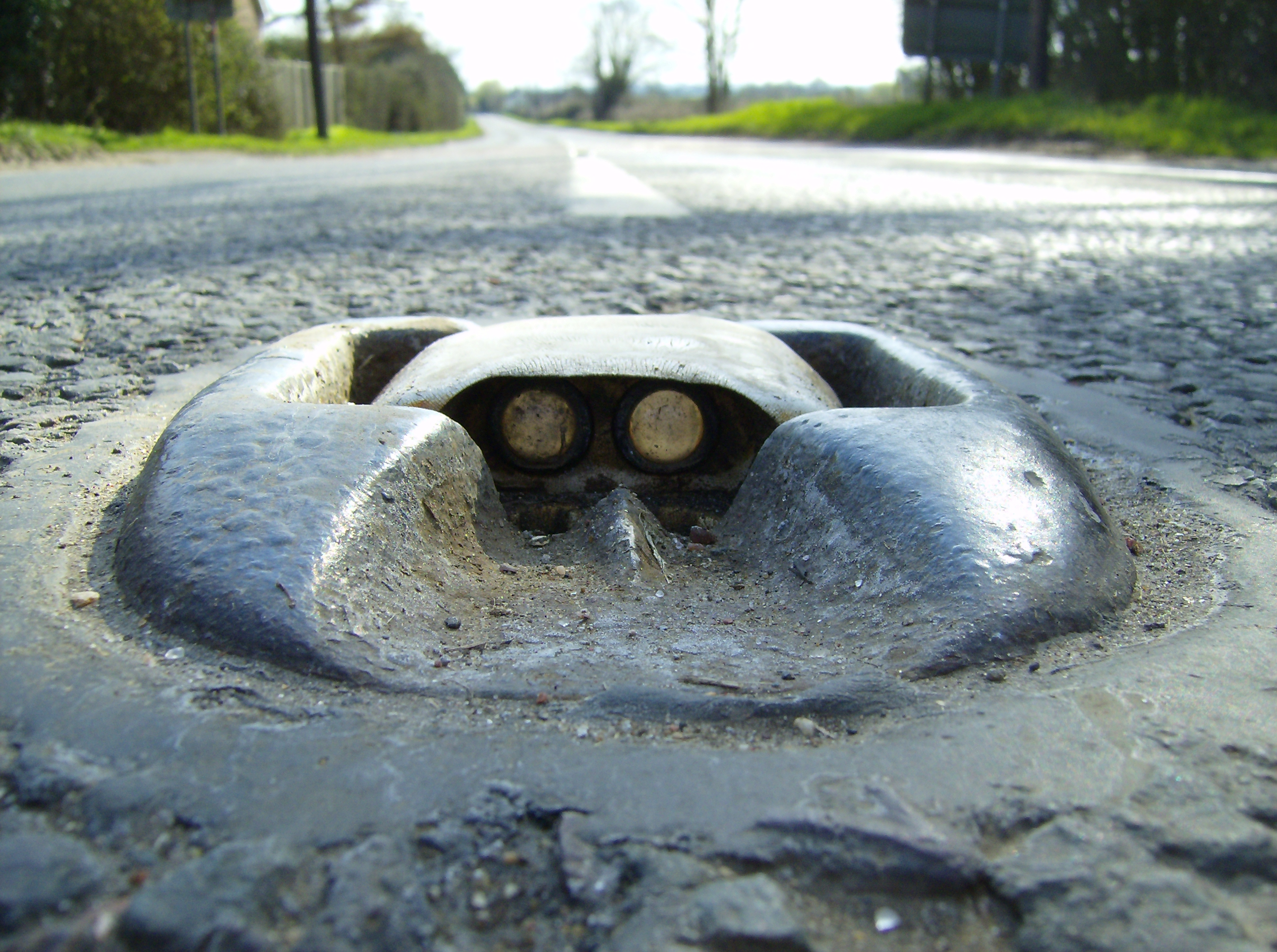
عين القط، والتي تبين القاعدة الحديدية، والسكن المطاطي والعدسات

قد ترفع الأجهزة الميكانيكية أو تسوى بسطح الطريق، قد تكون عاكسة أو غير عاكسة. معظمها دائمة؛ البعض منها منقول.
- عين القط، التي اخترعها بيرسي شو في ثلاثينيات القرن العشرين، تزود عيون القط العديد من الطرق الرئيسية في الجزر البريطانية. وهي تتألف من أربعة عدسات عاكسة مثبتة في صندوق من المطاط الأبيض المتين، اثنان من الأمام واثنين من الخلف. يتم تثبيت السكن داخل حذاء من الحديد المصبوب، والذي يغطس فيه السكن المطاطي عند قيادته. توفر هذا الحماية عند نزع الثلج ويسمح للعدسات بالتنظيف الذاتي - فهي تمر بشفرة مطاطية عند المنخفض. تتوفر العدسات في مجموعة متنوعة من الألوان المختلفة، وخاصة الأبيض والأصفر / البرتقالي والأخضر والأحمر والأزرق.
- تعتبر نقاط بوتس (نقاط بيضاء أو صفراء منخفضة دائرية)، تحمل اسم مهندس كاليفورنيا كالترانس، إلبرت بوتس، الذي اخترع الإبوكسي الذي يبقيهم ملتصقين، نوعًا من علامات رفع ميكانيكية غير عاكسة. بشكل عام، يتم استخدامها لتمييز حواف ممرات المرور، وغالبًا ما يتم ذلك بالاقتران مع علامات الانعكاس المرتفعة. [بحاجة لمصدر] تستخدم نقاط Botts أيضًا عبر ممر سفر لجذب انتباه السائقين إلى الطريق. يتم استخدامها بشكل متكرر بهذه الطريقة لتنبيه السائقين إلى عدد المقصورات أو المناطق المدرسية أو تخفيض كبير آخر في الحد الأقصى للسرعة. وعادة ما تستخدم فقط في المناخات الدافئة لأن كاسحات الثلج تزيلها عادة مع الثلج.

تحتوي علامات الرصيف على العديد من الأشكال، مثل الخط المسطح، المحدب، الكامل، المنقط. في هذه الصورة، آلة الوسم بالحرارة ذاتية الحركة من النوع الذي يوسم علامات الخط المحدب. يستخدم خط محدب لتنبيه السائق إلى التعب من أجل تحسين سلامة حركة المرور.

- شرائط الدمدمة تستخدم عادة لنفس الغرض. الشريط الدمدمة يمكن أن يكون سلسلة من أحواض بسيطة (عادة 1 سم عمق و 10   سم عرض) وهذا هو الأرض من الأسفلت. البدائل الأخرى، على غرار نقاط بوتس، تستخدم شرائط مرفوعة، مطلية أو ملتصقة على السطح. يسمى شكل معين من الشرائط المرتفعة باستخدام لدن بالحرارة وضع علامات التشكيل بالحرارة.. يتم إنشاء العلامات عن طريق دمج لدن بالحرارة على الرصيف وخلق بالتناوب الارتفاع ونمط الركود. يمكن القيام بذلك كعلامات مقلوبة أو علامات مميّزة. يتم إنشاء علامات التشكيل المقلوب عن طريق الضغط على الترس المتداول على العلامات بينما تكون رطبة لجعلها مموجة. يتم إنشاء علامات التشكيل مرتفعة عن طريق بثق سمك إضافي من لدن بالحرارة في فاصل زمني محدد لخلق المطبات.[4] تُعرف علامات التشكيل المرتفعة في وقت ما بخطوط المرور المحدبة.[5] يمكن أن تكون استخدامات الشرائح الدمدية عبر اتجاه السفر (للتحذير من المخاطر المقبلة) أو على طول اتجاه السفر (للتحذير من مخاطر عدم البقاء داخل ممر معين).[6] طريقتهم الرئيسية في العمل هي خلق اهتزاز قوي عند تحريكه، مما ينبه السائق إلى المخاطر القادمة المختلفة سواء من الصوت أو الاهتزاز المادي للسيارة. في بعض المناطق في الولايات المتحدة، توجد هذه الشرائط الدمدمة على طول الطرق السريعة للمقاطعة والولاية والطرق السريعة. يتم توجيهها بحيث يتلامس السائق الذي يتجول في ممر المرور مع هذه الشرائط ويكون على دراية بأنهم على وشك مغادرة الطريق. بدأت الفكرة لأول مرة في أتلانتا،   كإجراء لمساعدة سائقي الشاحنات على الالتفاف   بعد عدد من الحوادث التي وقعت في أواخر الثمانينات من القرن الماضي، شارك فيها سائقون أصبحوا مشتتين أو نائمين وغادروا الطريق.

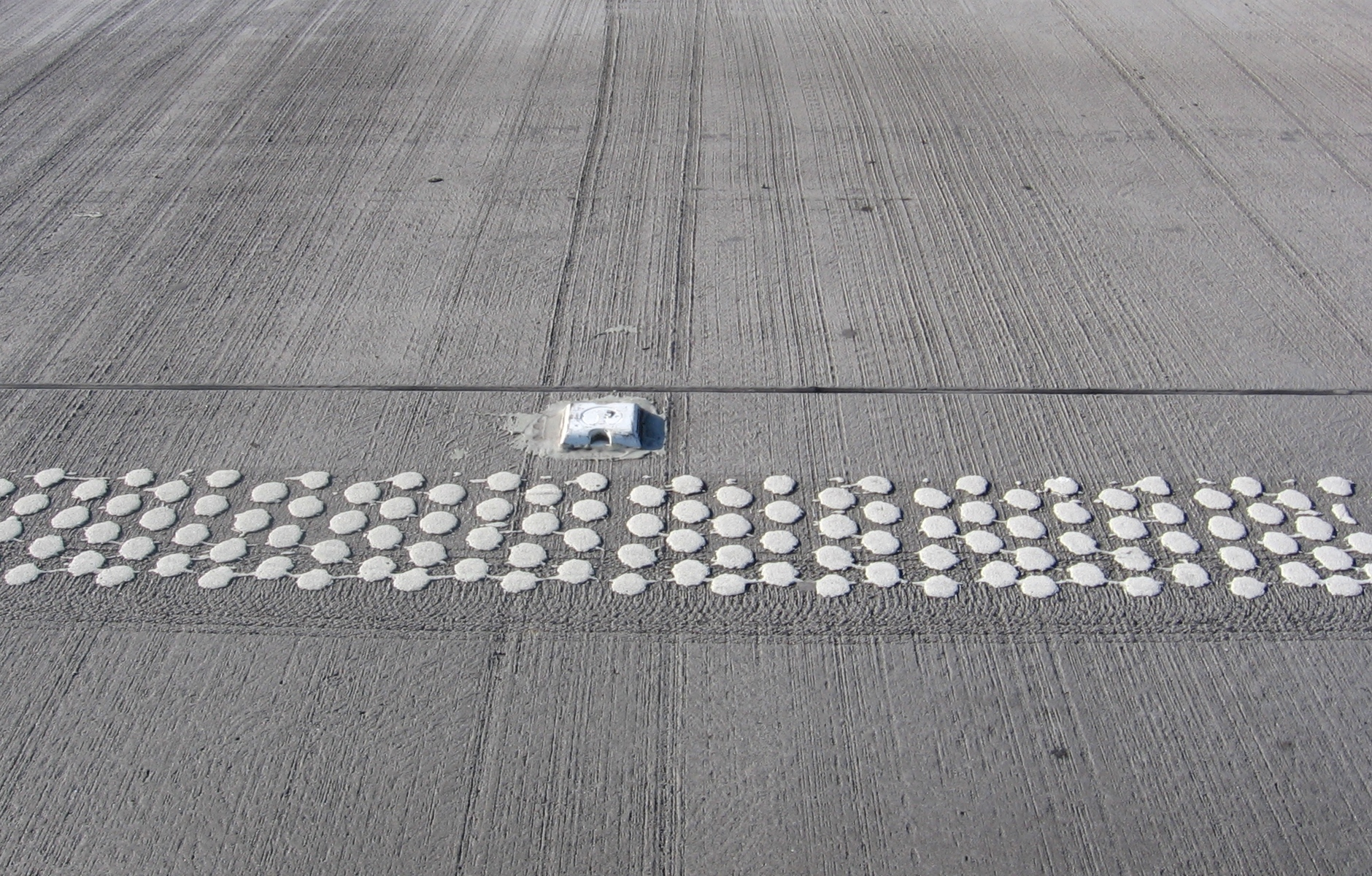
علامة الرصيف المرفوعة البيضاء بالقرب من الخط الجانبي "هيكل البازلاء" على سطح الطريق السريع

- تُستخدم العلامات العاكسة كمقسمات لممرات السفر، لتمييز الحجز المركزي (الوسيط) أو لوضع علامات على طرق الخروج. تتضمن عنصرًا عاكسًا بشكل عكسي مرتفع، فهي عادة ما تكون أكثر وضوحًا في الليل وفي الطقس العاصف من خطوط وضع العلامات القياسية. يختلف لون العلامات حسب بلد الاستخدام؛ غالبًا ما تستخدم الطرق السريعة في الولايات المتحدة عاكسات تم تصنيعها لتظهر باللون الأبيض للسائقين الذين يسيرون في الاتجاه الصحيح للسفر، وتظهر باللون الأحمر على الجانب الآخر لتحذير السائقين من أنهم يسيروا ضد الاتجاه الصحيح للسفر، مما يخلق خطرالاصطدام وجهاً لوجه. يُشار إلى العلامات الانعكاسية أيضًا على أنها علامات الرصيف المرتفعة، وترصيع الطرق، وأحيانًا (بشكل عام) في المملكة المتحدة وإيرلندا باعتبارها عين القط، على الرغم من أن هذا الاسم يشير إلى علامة تجارية معينة من المنتجات. يمكن استخدام هذه العلامات لأغراض أخرى مثل وضع علامات على مواقع صنابير إطفاء الحرائق (الزرقاء) أو على أبواب مجتمعات بوابات للإشارة إلى أن مركبات خدمات الطوارئ لديها رمز أو جهاز يسمح لها بفتح البوابة. [بحاجة لمصدر] في المملكة المتحدة وأماكن أخرى، تُستخدم العلامات المرتفعة للاحتفال بوابات المشاة (المعابر) لمساعدة المكفوفين في عبور الشوارع. في المناخات الباردة، قد يتم تثبيت علامات عاكسة أسفل الأرض باستخدام مثلث ضيق ممدود، مقطوع على سطح الطريق والذي يسمح للجهاز بالتثبيت أسفل سطح الطريق. تسمح التقنية الحديثة بوضعها فوق سطح الأرض بواسطة قضبان قادرة على إزالة الثلج وتسعى إلى حماية المكونات العاكسة من شفرة إزالة الثلج.

### الارتباك مع علامات تركتها أشغال الطريق

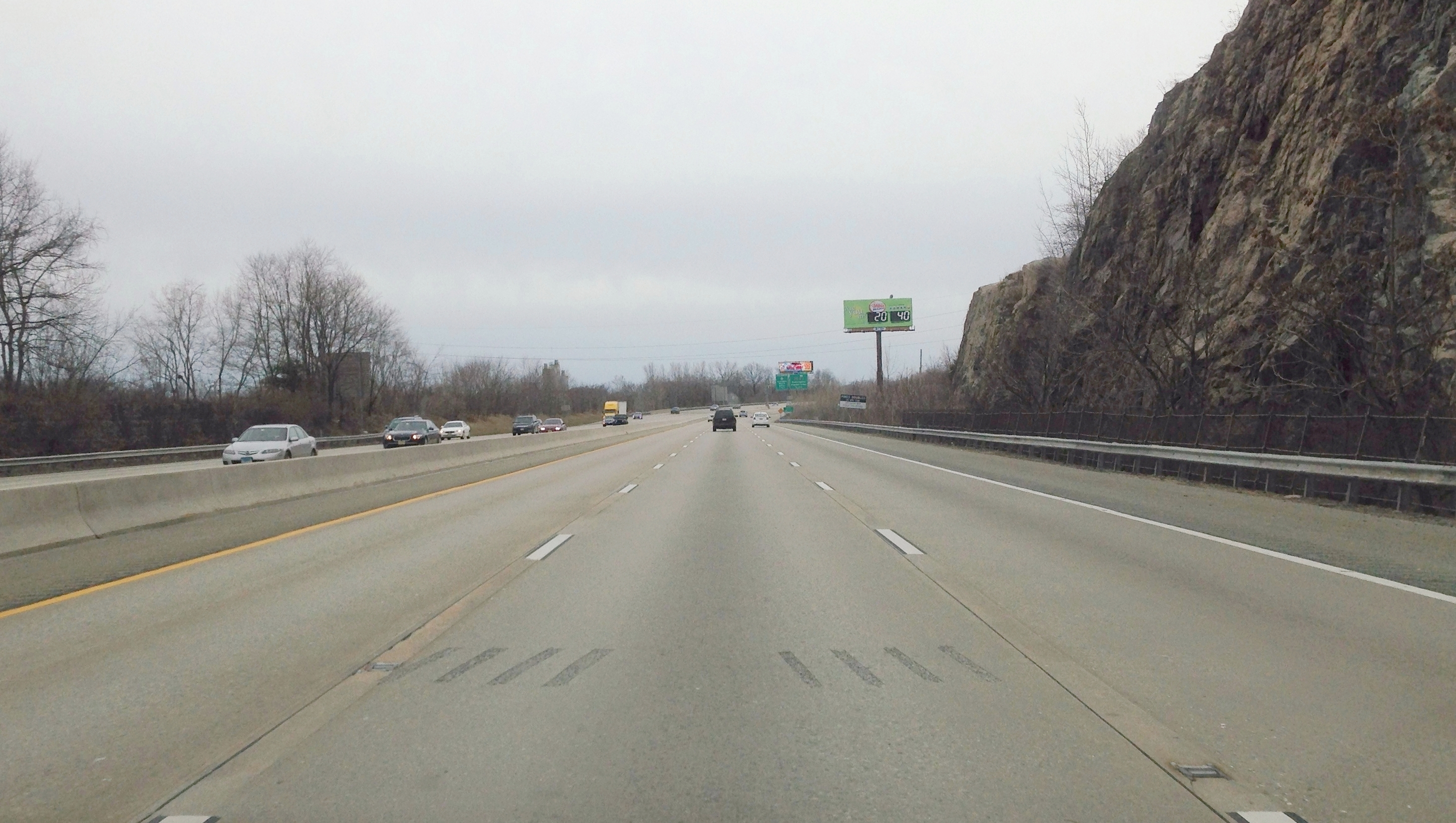
علامات متقطعة نموذجية في منتصف الممر بعد التحديث التعديلي لشريط المسامير

في بعض الأحيان قد تترك نتيجة اشغال الطرق علامات واضحة على الأرصفة. مثال على ذلك هو عملية إعادة التهيئة بقضبان الدسر لتعزيز ألواح الخرسانة من أجل إطالة عمر الأرصفة الخرسانية القديمة.
يترك إكمال العملية نمطًا متماثلًا لعلامات الشرطة على الطريق، كما لو كان هناك معنى مرتبط بالنمط. عندما يكون هناك الكثير منهم على طول الطريق، قد يفسر سائقي السيارات العلامات كشكل غير معروف من العلامات الميكانيكية أو علامات غريبة لسطح الطريق.
عندما تكون الطرق قيد الإنشاء ويتم تغيير الممرات بشكل جانبي، فقد تتداخل هذه العلامات مع علامات الممر المؤقتة. نظرًا لأن علامات إعادة التهيئة بقضبان الدسر ليس المقصود بها أن تكون أي شكل من أشكال علامات سطح الطريق، تحاول الوكالات المسؤولة جعل هذه العلامات أقل وضوحًا لسائقي السيارات.

## علامات غير ميكانيكية

### طلاء
لتحديد ممرات السفريستخدم الطلاء، أحيانًا، مع إضافات مثل الخرز الزجاجي العاكس،  عمومًا. يتم استخدامه أيضًا لتمييز المساحات في مواقف السيارات أو المساحات المخصصة لأغراض خاصة لوقوف السيارات أو مناطق التحميل أو أماكن وقوف السيارات المقيدة بالوقت. تختلف ألوان هذه التطبيقات حسب المنطقة. يعد الطلاء علامة منخفضة التكلفة وكان يستخدم على نطاق واسع منذ أوائل الخمسينيات تقريبًا.
يتكون الطلاء من ثلاثة مكونات رئيسية: الأصباغ، الراتنجات أو المجلدات، والماء أو المذيبات. الأصباغ عبارة عن مواد ذات أساس ناعم تعطي ألوانًا أو تسد السطح الموجود تحتها. قد تحتوي على مواد أخرى مثل مثبت الأشعة فوق البنفسجية والحشو الذي يبرز أصباغ اللون إلى المستوى المطلوب. الراتنجات أو موادة التماسك هي غراء الطلاء لربط الصباغ والخرز الزجاجي مع سطح الطريق. الراتنجات الخاصة بالدهانات المائية هي راتنجات أسيتات متعدد الفاينيل أو ميثيل ميثاكريلات أو راتنجات الأكريليك. راتنجات الدهانات القائمة على المذيبات هي زيوت فول الصويا أو الكتان أو وراتنجات الألكيد. يتم خلط الأصباغ والراتنجات بالماء للدهانات القائمة على الماء والمذيبات للدهانات القائمة على المذيبات بحيث يمكن تطبيقها على سطح الطريق. يمكن أن تكون المذيبات المستخدمة هي النفثا والتولوين والميثانول وكلوريد الميثيلين والأسيتون. بسبب العوائق البيئية، قد تفرض بعض السلطات القضائية قيودًا على الدهانات القائمة على المذيبات.

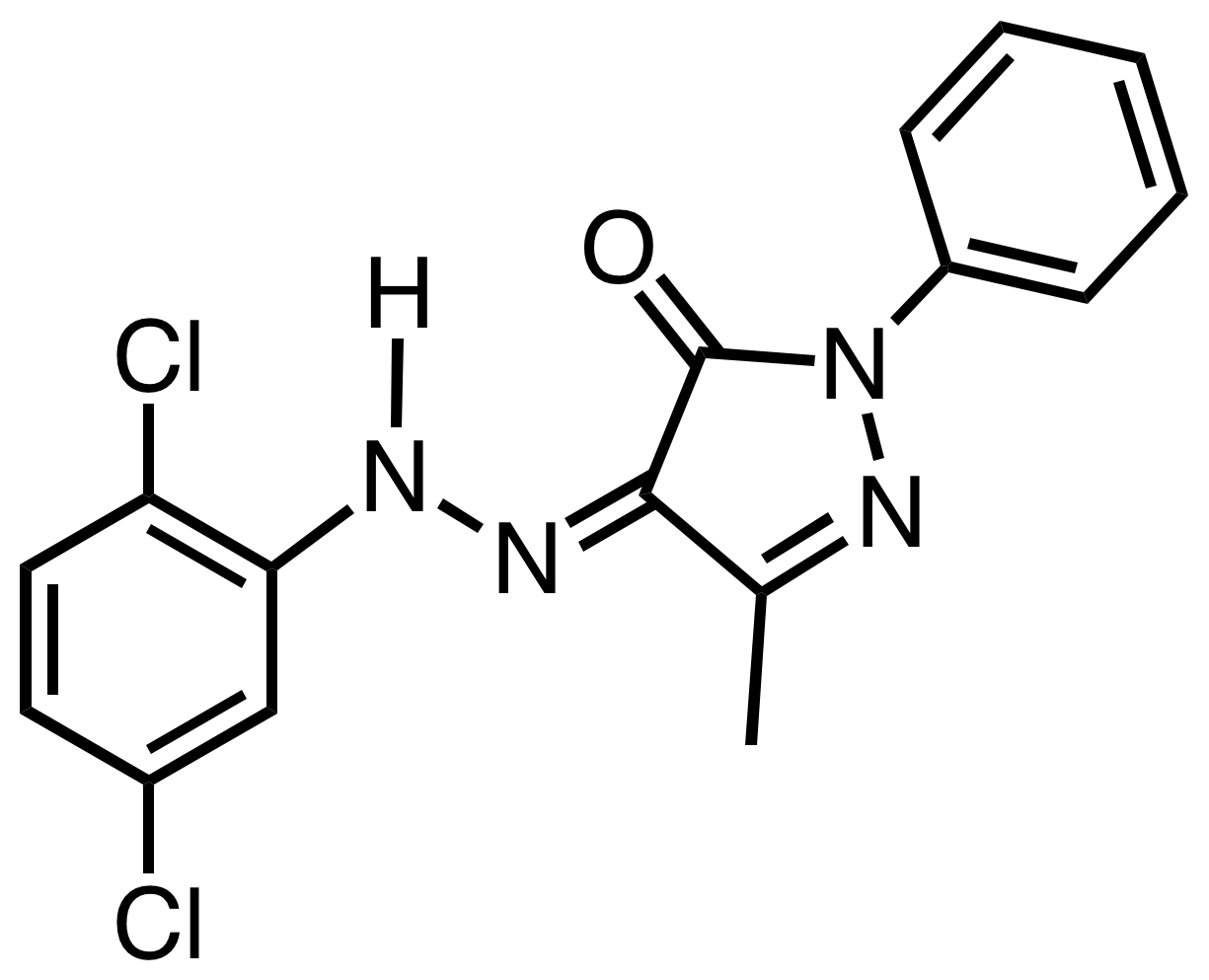
الصباغ الأصفر 10 هو ملون الأصفر الشائع لعلامات طريق على الطرق السريعة في الولايات المتحدة.

عادة ما يتم تطبيق الطلاء مباشرة بعد رصف الطريق. يؤشر الطريق عادة بشاحنة تدعى «المستعر». تحتوي هذه الشاحنات على مئات الليترات من الطلاء المخزنة في براميل ضخمة. يتم التحكم في العلامات يدويًا أو تلقائيًا بواسطة جهاز التحكم. يتم تشغيل الطلاء من خلال سلسلة من الخراطيم تحت ضغط الهواء ويتم تطبيقه على سطح الطريق جنبًا إلى جنب مع تطبيق الخرز الزجاجي للانعكاس. بعد التطبيق، يجف الطلاء بسرعة إلى حد ما. في بعض الأحيان يتم خلط الخرز الزجاجي مع الطلاء وتطبيقه معًا، وهي ليست طريقة موصى بها. الطريقة المعتادة هي استخدام مسدس منفصل لرش الخرز الزجاجي على الطلاء المبلل أثناء التطبيق. 
يتم تطبيق الرموز المطلية، مثل أسهم خط السير أو علامات ممرات المركبات عالية الإشغال (مخصصة للاستخدام الحصري للسيارات مع سائق واحد أو أكثر من الركاب على سبيل المثال)، يدويًا باستخدام الإستنسل. تدوم العلامات المطلية عادةً من 9 إلى 36 شهرًا.
هناك بعض الدهانات المائية التي يمكن تطبيقها على ضعف مستوى سمك الدهانات اللاتكس نموذجية. هذه التقنية يمكن أن تطيل عمر العلامات.

### الحجارة

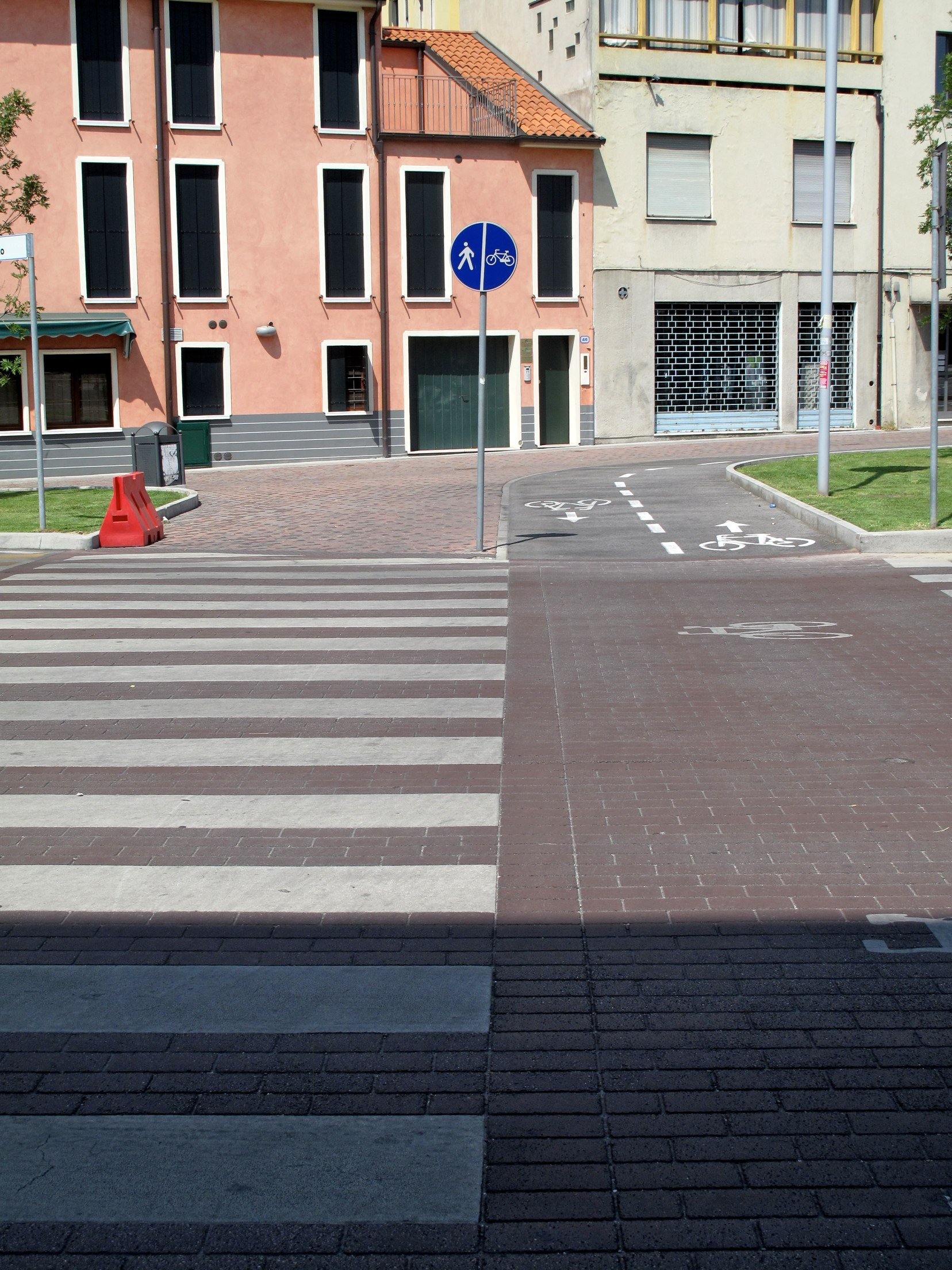
علامة طريق حجري لممر الراجلين في بادوفا، إيطاليا

يمكن التأشيرفي الطرق المرصوفة بحجر الرصف (مثل الكتل البلجيكية أو سامبيتريني) أو، أن يتم بكتل أو حجارة بيضاء، مثل الرخام أو غيرها من الصخور ذات الألوان الفاتحة. هذا النوع من العلامات طويل الأمد، ولكن يمكن أن يكون زلقًا في المطر أو الظروف الرطبة ما لم يصقل السطح بطبقة غير لامعة أو ناعمة. 

### لَدْنٌ بالحَرَارَة
واحدة من أكثر أنواع علامات الطرق شيوعًا استنادًا إلى توازنها بين التكلفة والأداء طول العمر الافتراضي، تعتمد أنظمة الَدْنٌ بالحرارة بشكل عام على واحد من ثلاثة تركيبات كيميائية أساسية: الهيدروكربونات أو استرات الصنوبري أو استرات روزين المعدلة.
الطلاء بالحرارة بشكل عام عبارة عن خليط جاف متجانس من الراتنجات اللاصقة، واللدائن، والخرز الزجاجي (أو البصريات الأخرى)، والأصباغ، والمواد المالئة.
إزداد استخدامها مقارنة بالدهانات ويرجع ذلك أساسًا إلى فوائد الأداء المتمثلة في زيادة المتانة، الانعكاس الرجعي، ونقص المذيبات العضوية المتطايرة.
يتم تطبيق علامات لدن بالحرارة باستخدام المركبات المصممة خصيصا. عادة، يجب وضع علامات الَدْنٌ بالحرارة بمعدات تسمى آلة وضع علامات الطرق لطلاء خطوط المرور، ويحتاج طلاء الطريق إلى التسخين المسبق بواسطة جهاز يسمى التسخين المسبق. يتم تسخين مزيج اللدائن الحرارية في شاحنات إلى حوالي 200 °م (400 °ف)   قبل إيلاجها إلى جهاز التطبيق. هذا هو في كثير من الأحيان مربع سكريد أو بندقية الشريط. مباشرة بعد تطبيق اللدائن الحرارية، توضع خرزات الزجاج على المادة الساخنة بحيث يتم تضمينها قبل أن يتصلب البلاستيك. هذه الخرزات توفر الاسترجاع الأولي. عند بلاء العلامات أثناء الاستخدام وفقدان الخرزات الأولية، يتم الكشف عن الخرزات المختلطة مع اللاصق، مما يوفر إمكانية استرجاع طويلة المدى. هذه هذه يمكن أن تكون سميكة استثنائيا لإنتاج تأثير الشريط الدمدمة.
يحدد طلاء علامات البلاستيك الحراري بسرعة. التصاق الذوبان لراتنج اصطناعي يجعل طلاء الذوبان الساخن يلتصق بقوة بسطح الطريق. المواد المضافة في طلاء الطلاء تزيد من مرونة الطلاء، مما يعمل على تحسين مقاومة التآكل والتلوث ومكافحة التشويه. [بحاجة لتوضيح] يتم إنتاج طلاء علامات لدن بالحرارة في الغالب بالأصفر والأبيض. الطلاء وضع العلامات البيضاء يحتوي أساسا على التيتانيوم الأبيض، وأكسيد الزنك، ليثوبون، في حين أن الطلاء الأصفر هو أساسا الرصاص اصفرار الحرارة. [بحاجة لتوضيح]
في المناطق ذات المناخ الدافئ، يمكن أن تدوم علامات البلاستيك الحراري من 3 إلى 6 سنوات. ومع ذلك، يمكن أن يتسبب تساقط الثلوج في إتلاف المواد البلاستيكية الحرارية التي ستحد من الاستخدام في مناطق المناخ البارد.  يمكن أن تؤثر مواد تعبئة طلاء الطريق على القوة الميكانيكية، ومقاومة التآكل وهوى طبقة الطلاء. يؤثر حجم الجسيمات لمسحوق الطلاء على التدفق والترسيب ومعالجة السطح.

#### التشكيل مسبقا بالحرارة

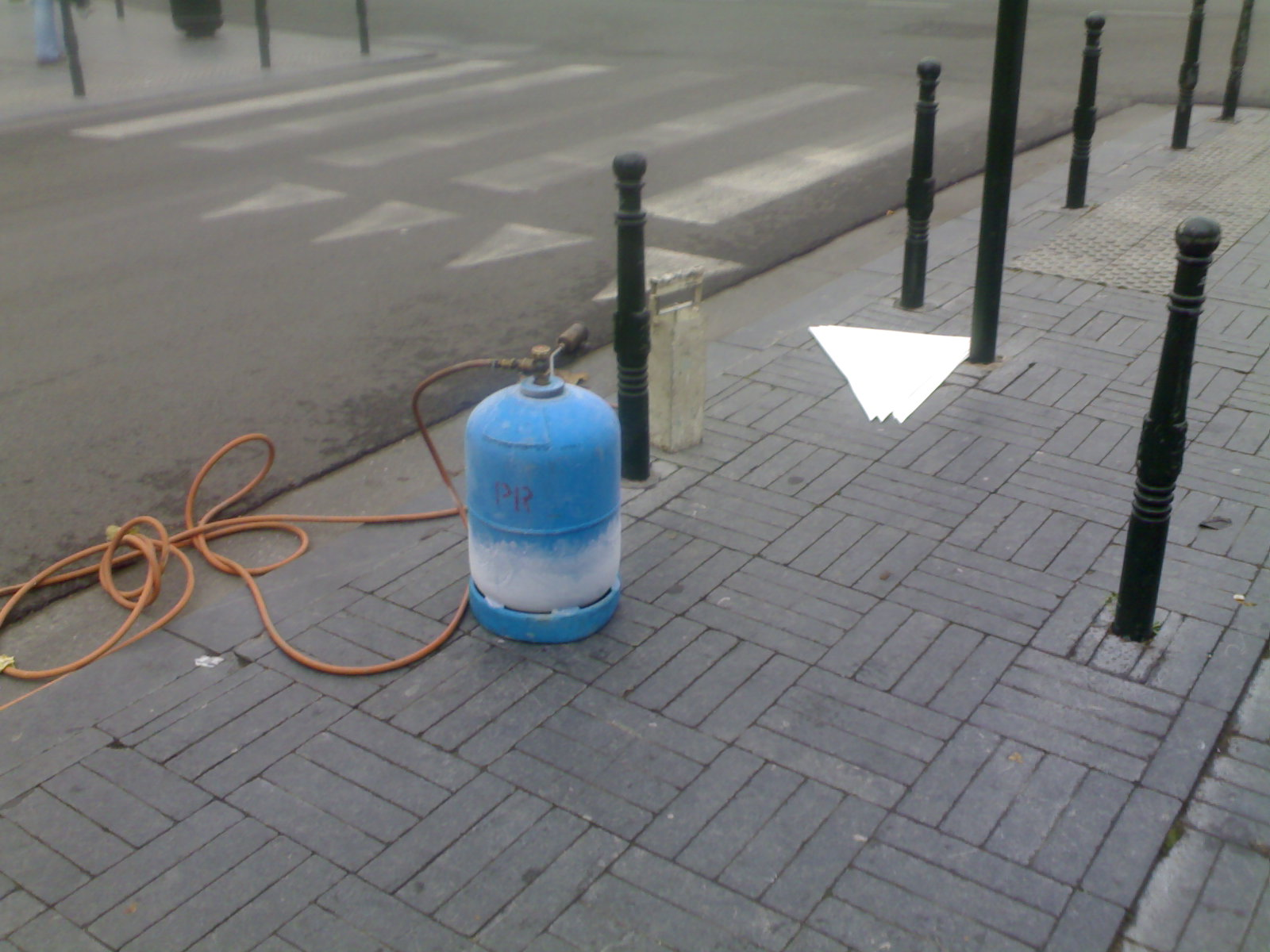
علامات بالحرارة مسبقة التشكيل جاهزة للتطبيق على سطح الطريق مع شعلة ضربة في بروكسل، بلجيكا

علامات الرصف بالحرارة مسبقة التشكيل (تسمى في وقت ما «الشريط»، ولكن يجب عدم الخلط بينها وبين شريط البوليمر المشكل سابقًا) يتم قصها بالحرارة في الأشكال النهائية من قبل الشركات المصنعة وجاهزة لوضعها على سطح الأسفلت أو الخرسانة. يتم وضع اللدائن الحرارية مسبقة التشكيل في مكانها على سطح الطريق وتطبيقها باستخدام شعلة حرارة البروبان. تتطلب بعض الطرز تسخين سطح الطريق قبل وضع اللدائن الحرارية المشكلة مسبقًا. تستخدم هذه العلامات في المقام الأول بسبب متانتها وعمرها الفعال من حيث التكلفة. نظرًا لأن المواد البلاستيكية يتم صهرها على السطح، فإنها لا تتعرض للتلف بسهولة بواسطة الثلوج. عادة، يمكن أن تدوم علامات التشكيل الحراري بالحرارة من 3 إلى 6 سنوات. تم العثور على التطبيقات الأكثر شيوعًا لعلامات الرصيف بالحرارة مسبقة التشكيل عند التقاطعات كعلامات عرضية مثل خطوط الإيقاف والأساطير والممرات المتقاطعة والسهام ورموز ممر الدراجات ورموز إمكانية الوصول.  

### شريط البوليمور المشكل

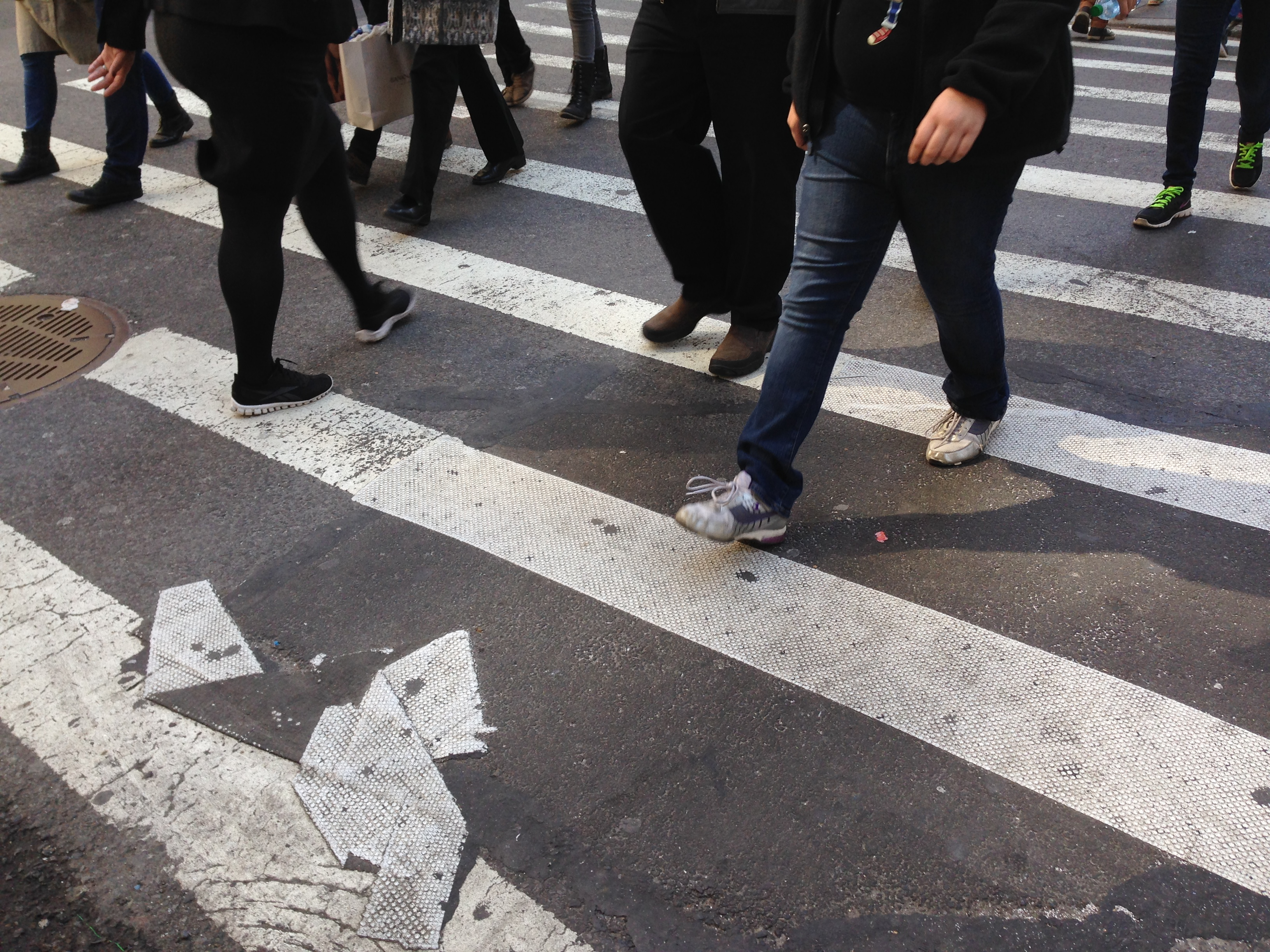
أشرطة بوليمر مسبقة التشكيل تستخدم لعلامات التمشية في أحد شوارع مدينة نيويورك (فشل شريط الإشعار على الشريط الموجود في أقصى اليسار)

### الآثار السلبية على سطح الطريق

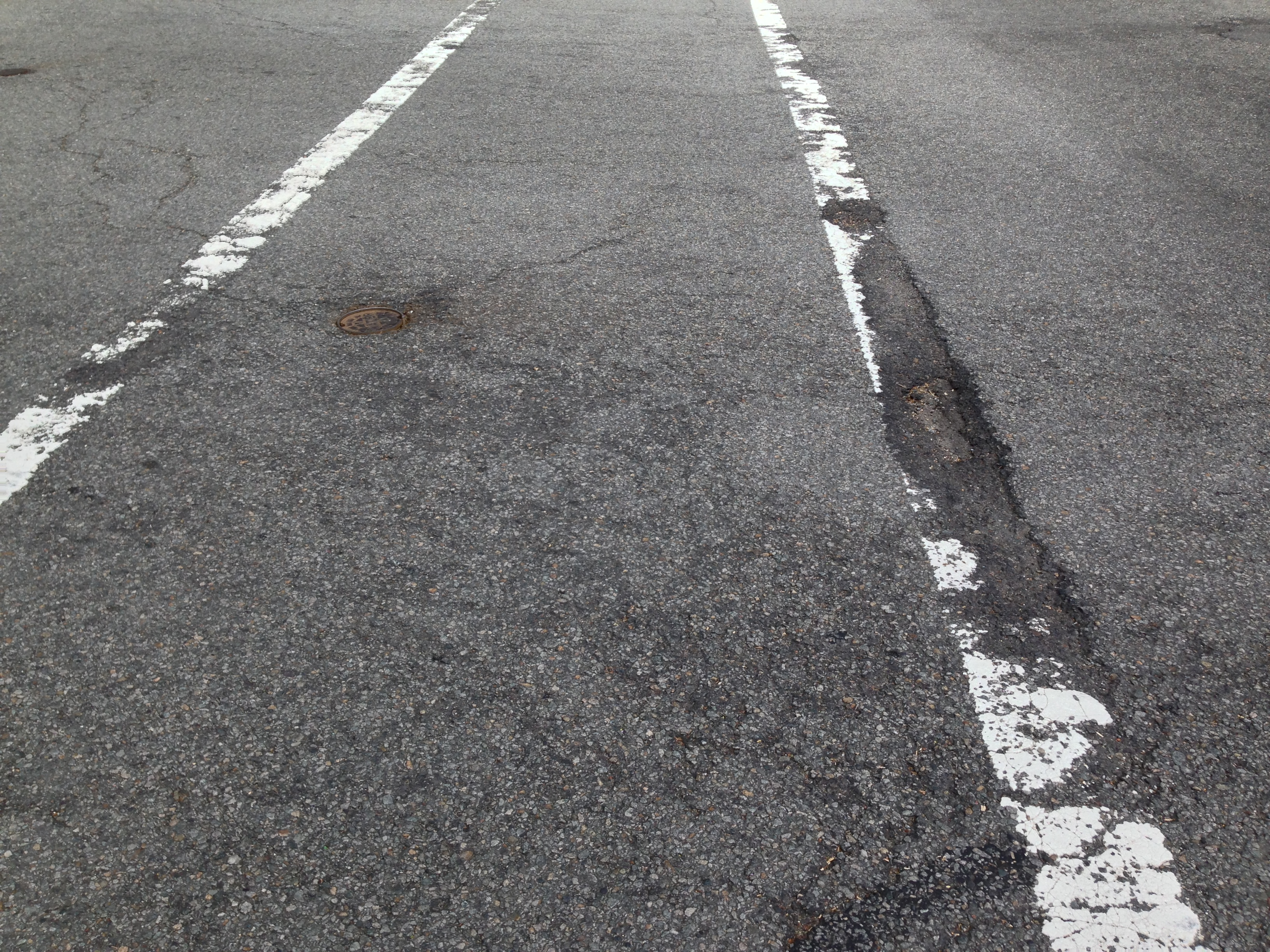
تم العثور على حواف سطحية على الطرق وحفر على طول علامات الرصيف

### الخرز الزجاجي

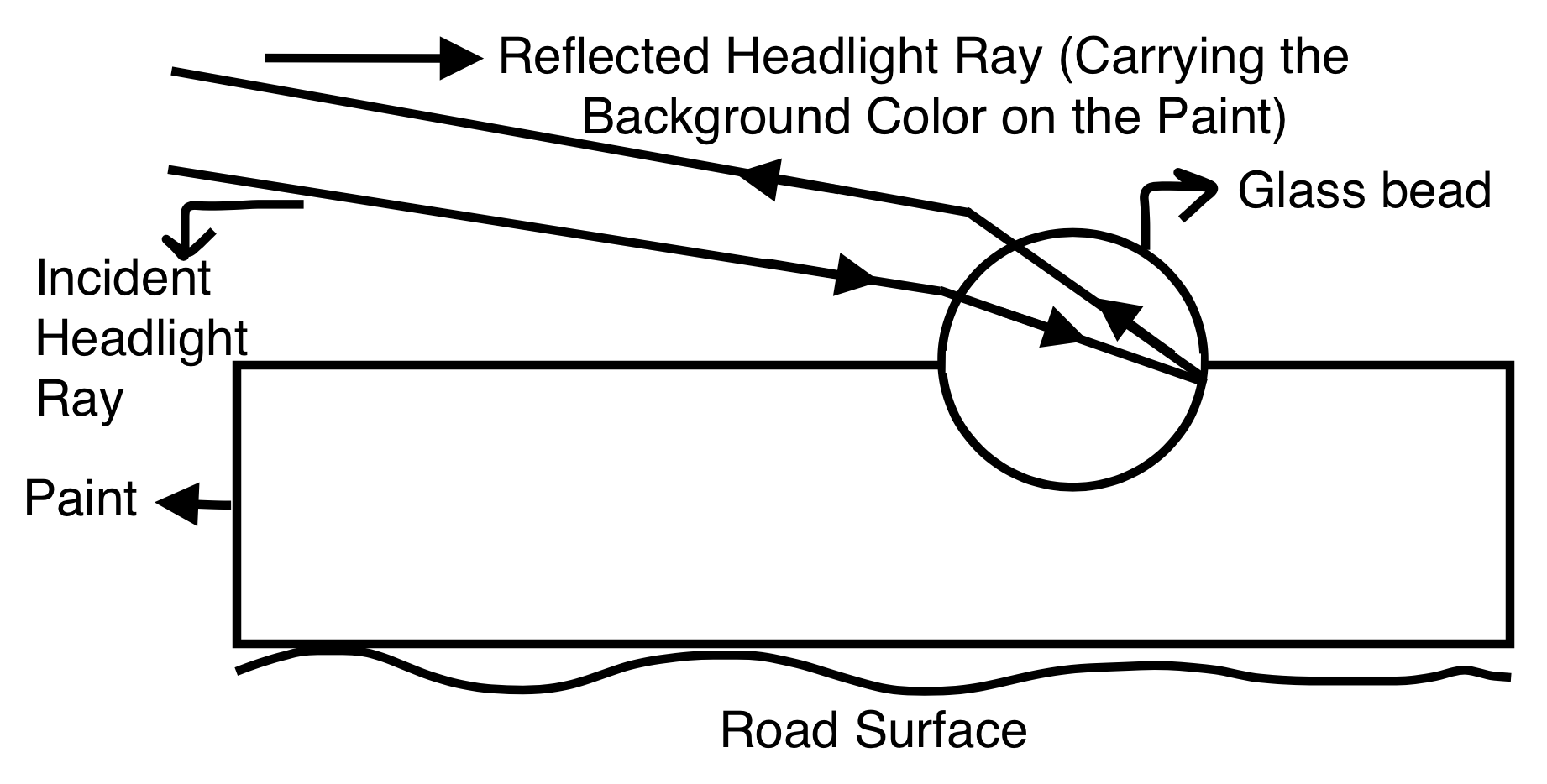
ينكسر ضوء الحادث داخل خرز زجاجي على أسطح الطريق وينعكس في مجال رؤية السائق.

## معلومات خاصة بكل بلد

### أمريكا
معظم البلدان في أمريكا الشمالية والجنوبية لديها خطوط صفراء تفصل اتجاهات حركة المرور، ولكن تشيلي والأرجنتين تستخدم الخطوط البيضاء.

#### كندا
تستخدم الخطوط الصفراء لفصل حركة المرور في الاتجاهين المتعاكسين، وتستخدم الخطوط البيضاء لفصل حركة المرور في نفس الاتجاه، وعلى أكتاف الطرق المعبدة. يظهر الخط الأصفر على الطرق ذات الاتجاه الواحد، على الكتف الأيسر، والخط الأبيض على الكتف الأيمن. يُشار إلى إمكانية التجاوز بالخطوط المتقطعة كما في الولايات المتحدة. يتم استخدام خطوط الطلاء البرتقالية أحيانًا عندما يتم تغيير إتجاه الطريق مؤقتًا لمشاريع الإنشاء. ومع ذلك، فقد تم عكس نظام الألوان قبل عام 1971، عندما كان اللون الأبيض يستخدم سابقًا للدلالة على الفصل بين حركة المرور المتعارضة، والخطوط الصفراء، عند استخدامها، للدلالة على الفصل بين الطريق المعبدة والكتف الأيمن.
تسمى الخطوط المتقطعة الأوسع والأقرب من بعضها البعض من الخطوط المتقطعة المنتظمة خطوط الاستمرارية. تشير خطوط الاستمرارية على الجانب الأيسر من المسرب (حارة الطريق) إلى أن المسرب على وشك الانتهاء وأنه قريبا يتوجب على سائقي المركبات الاندماج يسارا. تعني خطوط الاستمرارية الموجودة على اليمين أن المسلك سيستمر، ولكن قد يتم دمج حركة المرور فيه.
في بعض المناطق، يتم استخدام علامات عاكسة (عيون القط) المعلقة في الرصيف، وخاصة عند القتراب من المنعطفات في الطريق.
عدد من المقاطعات لديها مساحات اختبار تأشير الرصيف على الطرق الرئيسية لتقييم تأشير الرصيف الجديد وعلاقته بالعلامات الموجودة أصلا. الموقع المعروف إلى حد بعيد في أونتاريو، هو المسارات المتجه شرقا للطريق السريع 401 بالقرب من بيلفيل. غيرها من مواقع الاختبار تقع على المسارات المتجه غربا للطريق السريع 417 شرق أوتاوا، للطريق السريع 60 غرب مدينة رينفرو، للطريق السريع 28 شرق بانكروفت، للطريق السريع 400 شمال ميناء هوناي والطريق السريع 37 جنوب تويد. يقدم مصنعو تأشير الرصيف من مختلف أنحاء العالم مجموعة متنوعة من المواد على هذه المواقع لكي يكون لمنتجاتها تقييم الموافقة على استخدامها في المحافظات والطرق السريعة. المحافظات الأخرى التي مساحات اختبار تأشير تشمل كيبيك، نيو برونزويك ونوفا سكوتيا. توجد مساحة الإختبارلكيبيك في خارج مونتريال على الطريق السيّار 40. في نيو برونزويك، المساحة توجد في الخارج من فريدريكتون على الطريق السريع 2; مساحة الإختبارلنوفا سكوتي اتوجد في شمال هاليفاكس على الطريق السريع 102.

#### الولايات المتحدة الأمريكية

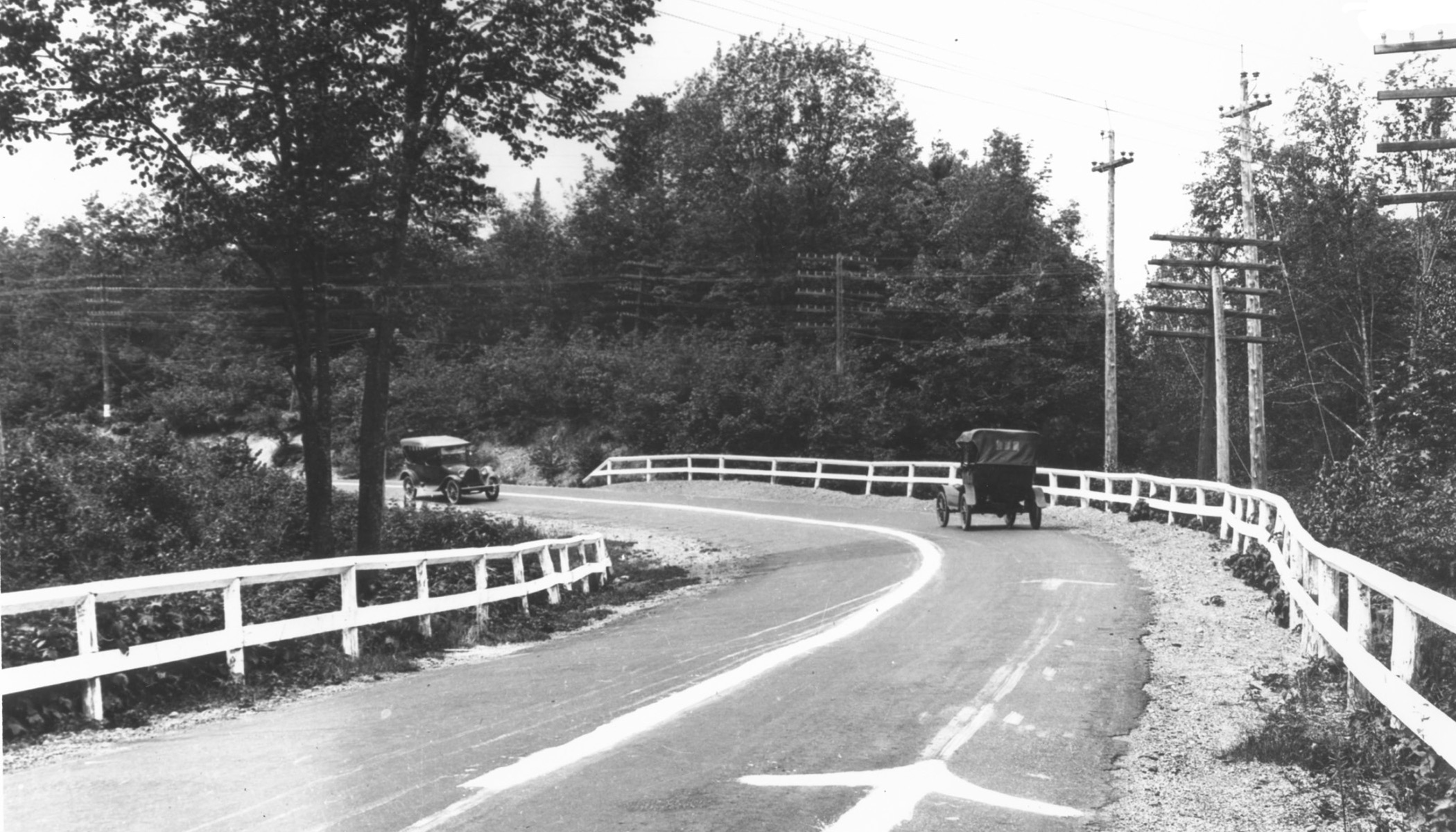
منعطف "الرجل الميت" على طول طريق ماركيت - نيجوني في مقاطعة ماركويت بولاية ميشيغان، والذي ظهر في عام 1917 بخط الوسط المرسوم باليد.

أول استخدام موثق في الولايات المتحدة لخط الوسط مطلي كان في عام 1911 على طول طريق نهر ترينتون في مقاطعة وين، ميشيغان. وفقا ولاية ميشيغان فكرة استخدام خط الوسط مطلي ولدت في عام 1911 من قبل إدوارد ن. هاينزرئيس مقاطعة وين، ميشيغان، المجلس الطرق،  بعد مشاهدة راشح الحليب عربة ترك بيضاء درب على طول الطريق. هاينز كان الخامس المستفيد من جورج س. بارتليت جائزة السريع التقدم،  وتم تنصيب بعد وفاته في عام 1972 في ميشيغان النقل قاعة الشرف له والابتكار تم تكريمه في عام 2011 بجائزة باول ميكسينار «التصميم لوظيفة».
في عام 1917، تم تصور و / أو وضع فكرة استخدام الخطوط المركزية المطلية على الطرق الريفية السريعة للولاية في ثلاث ولايات على الأقل (ميشيغان وأوريجون وكاليفورنيا)، على ما يبدو مستقلة تمامًا عن بعضها البعض. في مرحلة ما من عام 1917، تم طلي خط وسط الطريق السريع بالأبيض على طول «منعطف الرجل الميت» على ما يعرف الآن باسم طريق المقاطعة 492 في مقاطعة ماركيت، ميشيغان،  تحت إشراف كينيث إنجولز سوير، الذي شغل منصب مهندس -مراقب في لجنة الطرق مقاطعة ماركيت.   تم إدخال سوير بعد وفاته إلى قاعة الشرف في ميشيغان للنقل في عام 1973.

#### اليابان

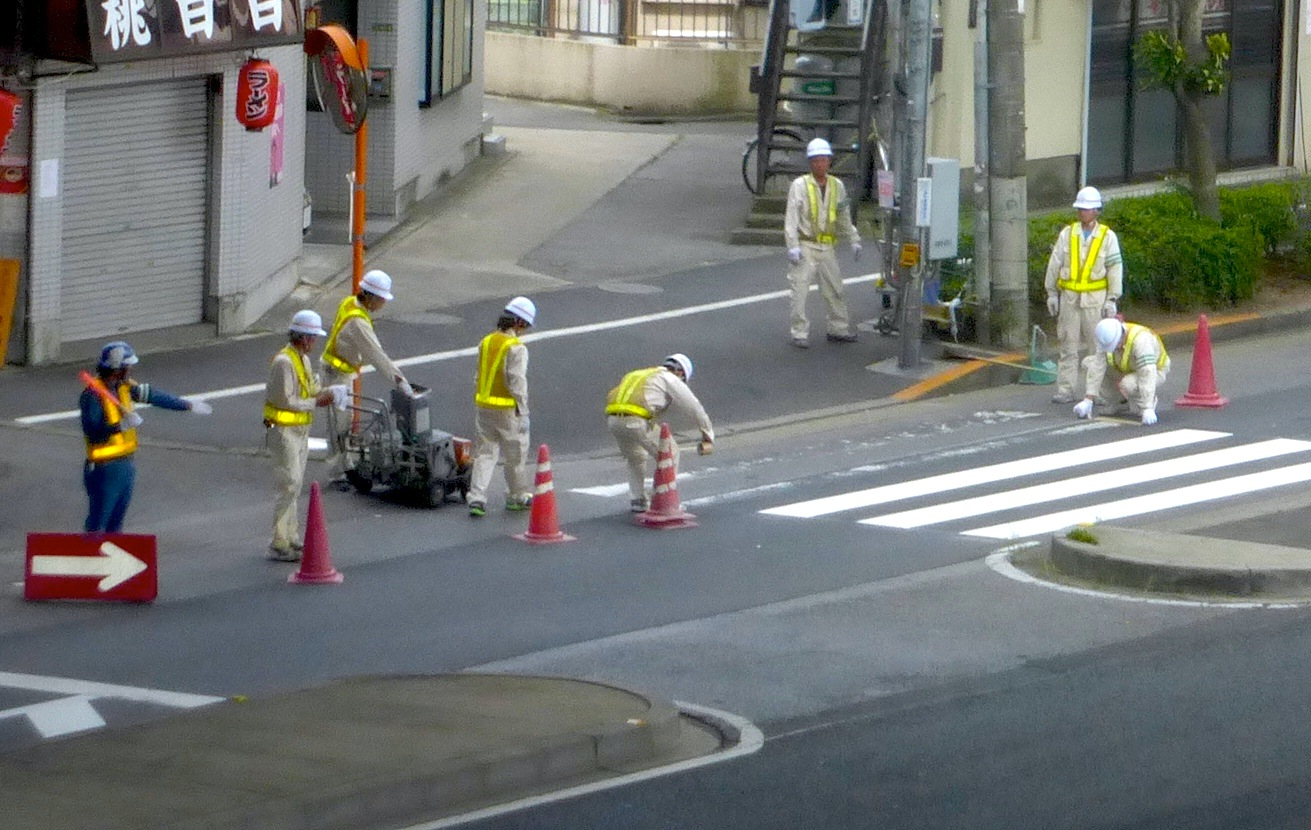
العمال الذين يطبقون علامات سطح الطرق الممشى في منطقة طوكيو.

### أوروبا

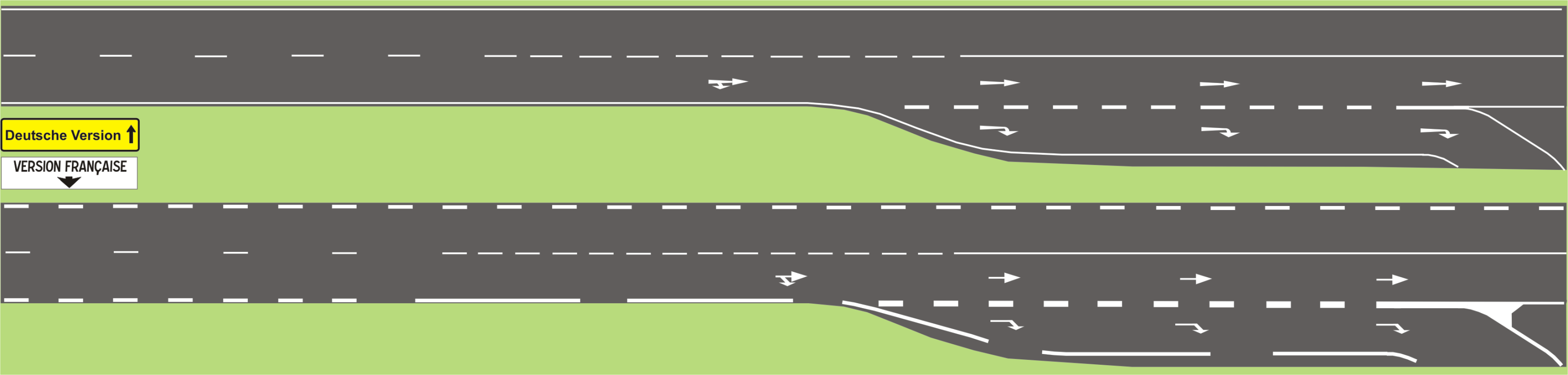
حتى داخل الاتحاد الأوروبي، كل بلد لديه معاييره الخاصة. في ما يلي قسم الطرق نفسه مع وجود علامات طريق على الطراز الألماني (في الأعلى) وعلى الطراز الفرنسي (أدناه)

#### المملكة المتحدة
في المملكة المتحدة، ظهرت أول علامات طريق «الخط الأبيض» على عدد من الانحناءات الخطيرة على طريق لندن فولكستون في آشفورد، كنت، في عام 1914.

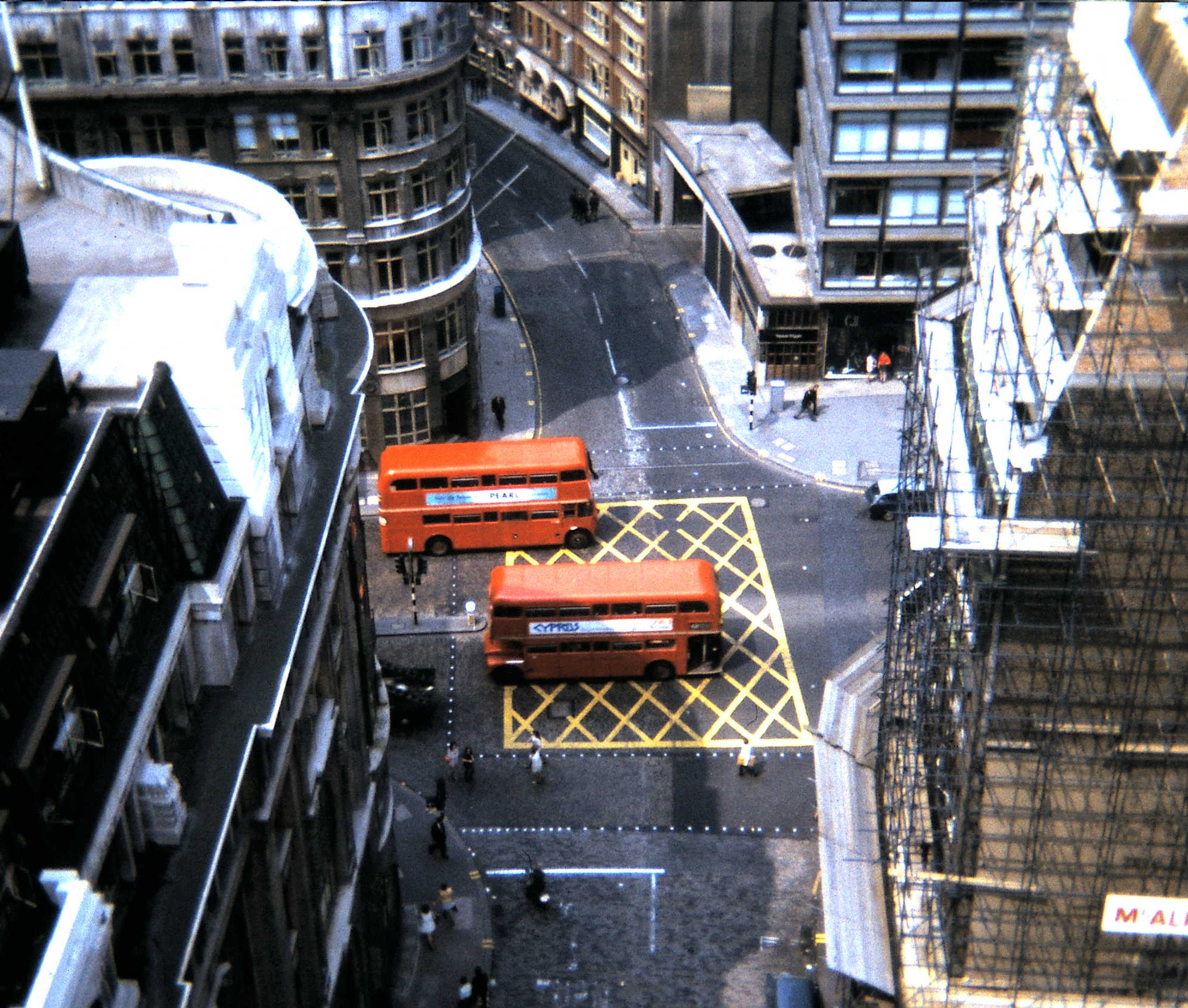
مربع تقاطع في لندن، المصورة من أعلى النصب التذكاري في عام 1969

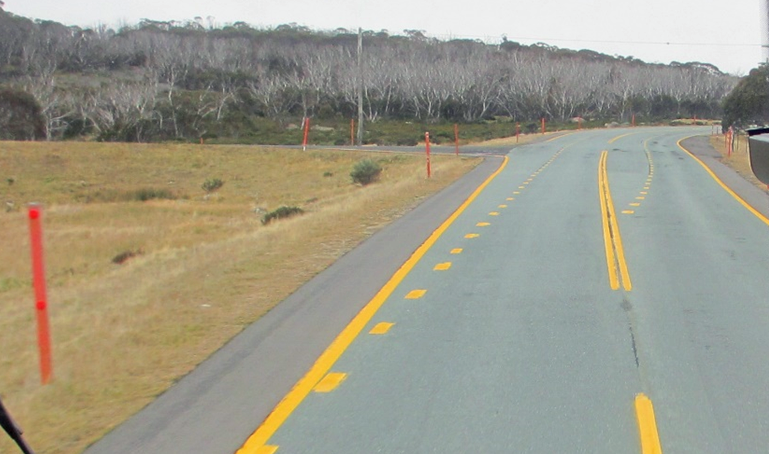
في المناطق ذات المستويات العالية من الثلج، مثل Snowy Mountains NSW، (حيث تم التقاط هذه الصورة)، يتم استخدام الخطوط الصفراء لمقارنة الثلوج البيضاء. العلامات الموجودة على جانب الطريق أطول أيضًا من العلامات الأخرى في نيو ساوث ويلز والوردي، من أجل زيادة الرؤية في الطقس الثلجي

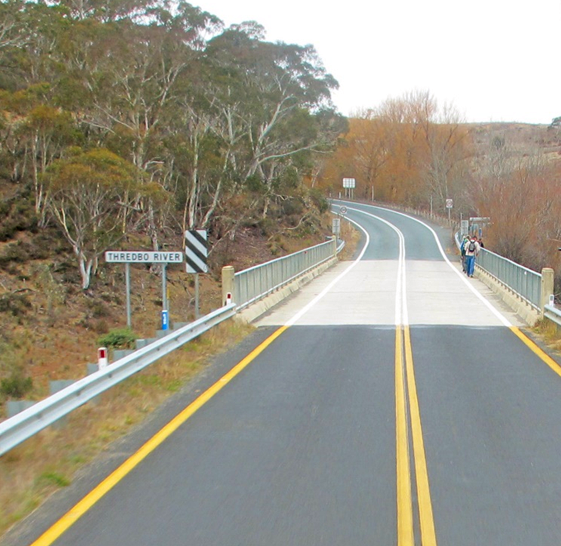
الجسر فوق نهر ثريدبو. إحدى النقاط التي تصبح فيها الخطوط البيضاء صفراء مع زيادة كمية تساقط الثلوج